# Charles Stevens (lottatore)
Charles Todd Stevens (Saint Louis, 31 dicembre 1884 – Saint Louis, 1º maggio 1942) è stato un lottatore statunitense.

## Carriera
Partecipò alle gare di lotta dei pesi gallo ai Giochi olimpici di Saint Louis 1904, dove fu sconfitto ai quarti da Gus Wester.